# Skarby Ani K
Skarby Ani K – offowy film dokumentalny z 2008 roku w reżyserii Małgorzaty Gryniewicz.

## Opis fabuły
Dokumentalna opowieść o młodej góralce, która urodziła się bez rąk. Opowieść o sile charakteru i odnalezieniu swojego miejsca na Ziemi.

## Ekipa
- Reżyseria: Małgorzata Gryniewicz
- Scenariusz: Małgorzata Gryniewicz
- Zdjęcia: Adam Zięcina
- Montaż:Halina Usielska-Pełech
- Muzyka: Michał Lorenc, Chris Rafael
- Opracowanie muzyczne: Bogumiła Kłopotowska
- Sprzęt: Mirosław Mieńko
- Fotosy: Maciej Piotrowski
- Producent: Skysoundtrack (Sławomir Rynkiewicz)
- Dystrybucja: Skysoundtrackstudio
- Współfinansowanie: Skysoundtrack
- Produkcja: WSSiP
- Wystąpiła: Anna Krupa

## Nagrody filmowe
| Rok  | Festiwal                                                                     | Nagroda, Laureat                                                    |
| ---- | ---------------------------------------------------------------------------- | ------------------------------------------------------------------- |
| 2011 | I Przegląd Filmów Edukacyjnych „Człowiek w poszukiwaniu wartości” w Kielcach | Statuetka „Filmowego Ziemowita” dla Anny Krupy                      |
| 2010 | 52 Festiwal Filmów „Rychnovská osmička” w Rychnov nad Kněžnou Czechy         | I Nagroda dla Małgorzaty Gryniewicz                                 |
| 2009 | Festiwal Kina Niezależnego „OFF jak gorąco”                                  | I Nagroda „Złota Lokomotywa” dla Małgorzaty Gryniewicz              |
| 2009 | Festiwal Kina Amatorskiego i Niezależnego KAN                                | Nagroda Specjalna KANewka Jury dla Małgorzaty Gryniewicz            |
| 2009 | Złote Mrówkojady                                                             | I Nagroda Złoty Mrówkojad dla Małgorzaty Gryniewicz                 |
| 2009 | Przegląd Filmów Górskich im. Andrzeja Zawady                                 | I Nagroda dla Małgorzaty Gryniewicz                                 |
| 2009 | Konkurs na film o zdrowiu organizowany przez Media TV Plus                   | II Nagroda dla Małgorzaty Gryniewicz.                               |
| 2009 | SOFFA 2009                                                                   | Nagroda Specjalna Jury dla Małgorzaty Gryniewicz                    |
| 2009 | Solanin Film Festiwal                                                        | Wyróżnienie Jury dla Małgorzaty Gryniewicz                          |
| 2009 | XXXXII Międzynarodowy Festiwal Filmowy POL-8 im. Józefa Milki                | Grand Prix dla Małgorzaty Gryniewicz.                               |
| 2009 | XXXXII Międzynarodowy Festiwal Filmowy POL-8 im. Józefa Milki                | Grand Prix dla Adama Zięciny.                                       |
| 2009 | Europejski Festiwal Filmowy Integracja Ty i Ja                               | Wyróżnienie statuetka „Motyl 2009” dla Małgorzaty Gryniewicz.       |
| 2009 | Europejski Festiwal Filmowy Integracja Ty i Ja                               | Nagroda Specjalna Jury „Motyl 2009” dla bohaterki filmu Anny Krupy. |
| 2009 | Festiwal Filmowy „Kino Niezależne Filmowa Góra”                              | Wyróżnienie dla Małgorzata Gryniewicz                               |
| 2009 | Festiwal Filmowy „Kino Niezależne Filmowa Góra”                              | I Nagroda „Złota Klatka” za zdjęcia dla Adama Zięciny.              |
| 2008 | Gliwicki Offowy Festiwal Filmowy GOFFR                                       | II Nagroda dla Małgorzaty Gryniewicz                                |
| 2008 | Ogólnopolski Festiwal Mediów Człowiek w Zagrożeniu                           | Nagroda Jury dla Małgorzaty Gryniewicz                              |
| 2008 | Ogólnopolski Festiwal Mediów Człowiek w Zagrożeniu                           | Nagroda Jury dla bohaterki filmu Anny Krupy                         |

## Projekcje w Europie
W 2008 roku dokument prezentowany był na festiwalach w Szwecji, w 2009 roku pokazy filmu na festiwalach w Niemczech, Wielkiej Brytanii, Czechach i Irlandii. W mediach prezentowany na antenie PLANETE, TVP Kultura, TVP i TV Puls.

## Nominacje (wybrane)
W 2009 roku film był nominowany do nagrody „Złotego Jantara” na 28 Koszalińskim Festiwalu Debiutów Filmowych „Młodzi i Film” i do nagrody dla najlepszego filmu offowego na Festiwalu Kult Off Kino w TVP Kultura. W 2008 roku film nominowany był do nagrody „Złotego Zamku” na XII Międzynarodowym Festiwalu Off Cinema w Poznaniu.

## Telewizja
- 2010–2011: „Skarby Ani K” na antenie Planete
- 2009: prezentacja filmu konkursowego Skarby Ani K Telewizyjny festiwal Kult Off Kino na antenie TVP Kultura[28]
- 2009: „Skarby Ani K” na antenie TVP3 Łódź
- 2009: „Skarby Ani K” na antenie Toya
- 2009: „Skarby Ani K” na antenie Telewizja WTK